# The Life of Pablo
Albums de Kanye West
Yeezus
(2013) Ye
(2018)
Singles
1. Famous
Sortie : 28 mars 2016
2. Father Stretch My Hands Pt. 1
Sortie : 7 juin 2016
3. Fade
Sortie : 20 septembre 2016

The Life of Pablo est le septième album studio du rappeur américain Kanye West, sorti en 2016.
Il est sorti en avant-première le 14 février 2016 sur Tidal, et sous les labels GOOD Music et Def Jam avant de sortir le 1er avril 2016 partout dans le monde en téléchargement.

## Historique
L'album annoncé par Kanye West lui-même via Twitter le 1er mars 2015 devait initialement s'intituler So Help Me God, Swish puis Waves. Il dévoile ensuite les initiales T.L.O.P. et révèle leur signification la veille de la sortie de l'album, le 10 février 2016, The Life of Pablo
Le 12 août 2014, une chanson non terminée, intitulée All Day, qui s'apparente au premier single de l'album, fuite sur Internet. Quelques mois plus tard, la chanson sort en version officielle après avoir été interprétée en avant-première lors des Brit Awards. Fin décembre 2014, West sort le single Only One avec Paul McCartney suivi du clip un mois plus tard. Ces deux morceaux ne feront finalement pas partie de l'album final. Le 12 février 2015, lors du défilé de mode Adidas Yeezy 'Season 1' présentant la première collaboration entre West et Adidas, la chanson Wolves en featuring avec Sia et le rappeur Vic Mensa est dévoilée. Le 16 septembre 2015, lors de la présentation de la deuxième collaboration entre le rappeur et la marque de vêtements, le titre Fade avec Post Malone et Ty Dolla Sign est également dévoilé . Cependant ces deux dernières chansons ne sortiront pas officiellement avant la sortie de l'album.
Le 8 janvier 2016, la femme de West, Kim Kardashian annonce sur Twitter la sortie de Real Friends, nouvelle collaboration entre le rappeur et Ty Dolla Sign. En simultané, la date officielle de la sortie de l'album, le 11 février 2016, est dévoilée. Le 18 janvier 2016 sort officiellement No More Parties in L.A., chanson sur laquelle on retrouve le rappeur Kendrick Lamar.
Kanye West publie une première fois la liste des titres de l'album sur Twitter le 24 janvier 2016, avant de poster une mise à jour peu de temps après, simultanément à l'annonce du deuxième changement de titre de l'album. Sur la photo publiée par le rappeur, on découvre que l'album contient finalement onze chansons, séparées en trois actes. Le 10 janvier 2016, West annonce la liste finale des dix titres présents sur l'album.
Le lendemain de sa présentation à New York, il est annoncé par le rappeur que l'album sera finalement composé de 18 titres. Initialement prévu le 11 février, The Life Of Pablo sortira finalement le 14 février, exclusivement sur le site de streaming Tidal. Kanye West a par ailleurs annoncé que “Mon album ne sera jamais sur Apple. Et il ne sera jamais à vendre…" Finalement, l'album est devenu disponible sur les autres plateformes majeures d'écoute et d'achat de musique Spotify, Google Music et Apple Music .

A cette même époque, Martin Shkreli, l'homme « le plus détesté des États-Unis », annonce sur Twitter sa volonté d'acheter le dernier album du rappeur Kanye West, The Life of Pablo pour un montant de 10 millions de dollars, afin d'empêcher le monde d'en profiter. Il prétend par la suite s'être fait arnaquer par un proche de Kanye West nommé « Daquan », en essayant d'acheter cet album.

## G.O.O.D Fridays
Comme pour la promotion de My Beautiful Dark Twisted Fantasy en 2010, Kanye West lance les G.O.O.D Fridays : un morceau (faisant partie ou non de l'album) est dévoilé chaque vendredi. Le premier est Facts, publié le 1er janvier 2016  suivi par Real Friends (feat. Ty Dolla Sign), ainsi qu'un extrait de No More Parties In L.A avec Kendrick Lamar qui sortira finalement en intégralité le 18 janvier.
| Titre                                              | Sortie           | Note(s) |
| -------------------------------------------------- | ---------------- | --- |
| Facts                                              | 1er janvier 2016 | Produit par Metro Boomin et Southside.                                                                                        |
| Real Friends (featuring Ty Dolla Sign)             | 8 janvier 2016   | Produit par Havoc, Boi-1da, Frank Dukes et Kanye West . Accompagné d'un aperçu de No More Parties in L.A.,.                   |
| No More Parties in L.A. (featuring Kendrick Lamar) | 18 janvier 2016  | Produit par Kanye West et Madlib.                                                                                             |
| A Message From Yasiin Bey (Mos Def)                | 20 janvier 2016  | Dévoilé sur le site Kanye West, pas sur SoundCloud. C'est un freestyle solo de Mos Def, parfois nommé No More Parties In S.A. |
| 30 Hours                                           | 12 février 2016  | Produit par Karriem Riggins.                                                                                                  |

## Liste des morceaux
| 1.    | Ultralight Beam                           | - West - Mike Dean - Chance the Rapper - Swizz Beatz - Rick Rubin - Watkins - Plain Pat - DJDS - Goldstein | 5:20 |
| 2.    | Father Stretch My Hands, Pt. 1            | - West - M. Dean - Rubin - Metro Boomin - DJDS - Ritter - Goldstein                                        | 2:15 |
| 3.    | Pt. 2                                     | - West - Menace - Rubin - Plain Pat - Shaw                                                                 | 2:10 |
| 4.    | Famous                                    | - West - Havoc - Goldstein - Charlie Heat - Dawson - Hudson Mohawke - M. Dean - Plain Pat                  | 3:16 |
| 5.    | Feedback                                  | - West - Charlie Heat - Goldstein                                                                          | 2:27 |
| 6.    | Low Lights                                | - West - DJDS - M. Dean                                                                                    | 2:11 |
| 7.    | Highlights                                | - West - M. Dean - Velous - Southside - Plain Pat - Goldstein                                              | 3:19 |
| 8.    | Freestyle 4                               | - West - Hudson Mohawke - Goldstein - M. Dean - DJDS - Shaw - Gureckis                                     | 2:03 |
| 9.    | I Love Kanye                              | West | 0:44 |
| 10.   | Waves                                     | - West - Charlie Heat - Hudson Mohawke - Metro Boomin - M. Dean - Anthony Kilhoffer                        | 3:01 |
| 11.   | FML                                       | - West - Mitus - Metro Boomin - Goldstein - M. Dean - Hudson Mohawke - Dawson                              | 3:56 |
| 12.   | Real Friends                              | - West - Boi-1da - Frank Dukes - Havoc - King - M. Dean - Goldstein - Sevn Thomas                          | 4:11 |
| 13.   | Wolves                                    | - West - Cashmere Cat - Sinjin Hawke - M. Dean - Goldstein - Shaw                                          | 5:01 |
| 14.   | Frank's Track                             | - West - Cashmere Cat - Sinjin Hawke                                                                       | 0:38 |
| 15.   | Siiiiiiiiilver Surffffeeeeer Intermission | West | 0:56 |
| 16.   | 30 Hours                                  | - West - Karriem Riggins - M. Dean                                                                         | 5:23 |
| 17.   | No More Parties in LA                     | - West - Madlib                                                                                            | 6:14 |
| 18.   | Facts (Charlie Heat Version)              | - West - Metro Boomin - Southside - Charlie Heat                                                           | 3:20 |
| 19.   | Fade                                      | - West - Kilhoffer - Benji B - M. Dean - Charlie Handsome - DJDS - Goldstein                               | 3:13 |
| 20.   | Saint Pablo                               | - West - M. Dean - Ritter - Goldstein                                                                      | 6:12 |
| 66:01 |                                           | |      |

## Samples
- Father Stretch My Hands Part 1 contient un sample de Father I Stretch My Hands interprété par Pastor T.L. Barrett.
- Part 2 contient un sample de Panda de Desiigner[18].
- Famous contient un sample de Bam Bam interprété par Sister Nancy, Do What You Gotta Do interprété par Nina Simone[19] et Mi Sono Svegliato E... Ho Chiuso Gli Occhi d'Il Rovescio della Medaglia.
- Feedback contient un sample de Talagh de Googosh.
- Low Lights contient un sample de So Alive (Acapella) interprété par les King of Tomorrow.
- Freestyle 4 contient un sample de Human interprété par Goldfrapp[18].
- Waves contient un sample de Fantastic Freaks At The Dixie interprété par les Fantastic Freaks
- FML contient un sample de Hit interprété par Section 25[18].
- Real Friends contient un sample de Friends interprété par Whodini[18].
- Wolves contient un sample de Walking Dub interprété par Sugar Minott
- 30 Hours contient un sample de Answers Me interprété par Arthur Russell, des interpolations de E.I. et Hot In Herre (feat. Pharrell)+ interprétés par Nelly
- No More Parties in L.A. contient des samples de Suzie Thundertussy interprété par Junie Morrison, Give Me My Love interprété par Johnny « Guitar » Watson, Mighty Healthy (acapella) par Ghostface Killah et de Stand Up and Shout About Love interprété par Larry Graham[20].
- FACTS (Charlie Heat Version) contient des sample de Dirt and Grime interprété par Father's Children et Jumpman interprétés par Drake & Future ainsi que des effets sonores tirés du jeu vidéo Street Fighter II: The World Warrior d'Isao Abe et Yoko Shimomura[21].
- Fade contient des sample de Mystery of Love interprété par Mr. Fingers, Deep Inside interprété par Hardrive, (I Know) I'm Losing You interprété par Rare Earth[22] et I Get Lifted (The Underground Network Mix) de Barbara Tucker